# Calanthe conspicua
Calanthe conspicua är en orkidéart som beskrevs av John Lindley. Calanthe conspicua ingår i släktet Calanthe och familjen orkidéer.
Artens utbredningsområde är Filippinerna. Inga underarter finns listade i Catalogue of Life.